# چک ۵۰/ام‌بی
چک ۵۰/ام‌بی (به انگلیسی: Chak No.50/Mb) یک روستا در پاکستان است که در ناحیه خوشاب واقع شده‌است.